# Estnische Badmintonmeisterschaft 2000
Die Estnische Badmintonmeisterschaft 2000 fand vom 5. bis zum 6. Februar 2000 in Tallinn statt. Es war die 36. Austragung der Titelkämpfe.

## Medaillengewinner
| Disziplin    | Gold                        | Silber                        | Bronze                      |
| ------------ | --------------------------- | ----------------------------- | --------------------------- |
| Herreneinzel | Heiki Sorge                 | Indrek Küüts                  | Peep Plakk                  |
| Dameneinzel  | Kati Tolmoff                | Kairi Saks                    | Eve Jugandi                 |
| Herrendoppel | Heiki Sorge Peeter Munitsõn | Meelis Maiste Indrek Küüts    | Tanel Talts Taimar Talts    |
| Damendoppel  | Ulla Helm Eve Jugandi       | Kati Tolmoff Kai-Riin Saluste | Helen Reino Johanna Irve    |
| Mixed        | Meelis Maiste Kairi Saks    | Heiki Sorge Liina Tolmoff     | Peeter Randväli Eve Jugandi |